# Pont des Tirantes
Le pont des Tirantes est un pont à haubans qui franchit le fleuve Lérez dans la ville de Pontevedra, en Espagne reliant la rive sud à la rive nord à la hauteur du Palais des Congrès de la ville. 
Conçu par Leonardo Fernández Troyano et Francisco Javier Manterola Armisen en 1992, il a été inauguré en 1995. Il s'agit de l'un des 33 ponts les plus remarquables en Espagne.

## Historique
La construction du pont a été envisagée par la Xunta de Galice pour relier les deux rives du Lérez au début des années 90 du XXe siècle dans le cadre d'un vaste projet d'urbanisme concernant l'aménagement de la partie nord-est de la ville, sur les terrains asséchés d'un ancien marais.
Le projet comprenait la construction du palais des Congrès de Pontevedra et d'un pont à haubans pour le desservir et servir de sortie de la ville vers le nord. Le jury du concours d'avant-projet du pont, présidé par le ministre régional des travaux publics, José Cuíña, a annoncé sa décision le 15 décembre 1991. 
Les travaux de construction du pont ont commencé en avril 1993. La construction a été conditionnée par les marées de la ria de Pontevedra avec des variations du niveau de la mer de plus de 4 mètres. Cela a obligé à un processus de construction indépendant de l'eau et le pont a dû être construit par des porte-à-faux successifs.
Le 13 mai 1995, la structure a été soumise à un essai en charge, avec un total de 480 000 kg répartis sur 16 camions qui ont provoqué une déformation maximale de 19,3 cm au niveau du tablier inférieur. Une fois cet essai en charge réussi, le pont a été ouvert à la circulation le 26 mai 1995 et à partir de ce moment, il est devenu l'un des symboles de la modernité de la ville. 

## Description
Le pont a une longueur totale entre piliers de 125 mètres sans appuis intermédiaires, et possède une tour penchée en béton armé de 63 mètres de haut d'où sortent 17 paires de haubans, ceux de l'avant tenant le tablier, et ceux de l'arrière soutenus par deux bases en béton au sol, servant de contrepoids équilibrant les efforts du pylône. La largeur du tablier du pont est de 20 mètres. 
Le tablier du pont est haubané sur l'axe au moyen de deux plans de câbles jumeaux, qui sont ancrés au centre de la section tous les 6 mètres avec une séparation de 0,70 mètre entre eux. La tour sert d'ancrage pour les haubans avant qui soutiennent le tablier du pont et les haubans de compensation.  
La manière dont le pont est perçu est façonnée par les conditions météorologiques. Les variations de la lumière, ou l'intensité du vent, modifient la perception du pont lorsque le vent balance ses haubans et produit un bruit caractéristique.
Il disposait de 4 voies de circulation mais en 2013, l'une de ces voies a été supprimée pour intégrer une piste cyclable. 
Les haubans en acier se reflètent dans l'eau et lorsqu'il y a du vent, ils font un bruit très particulier et spectaculaire. 

## Galerie d'images

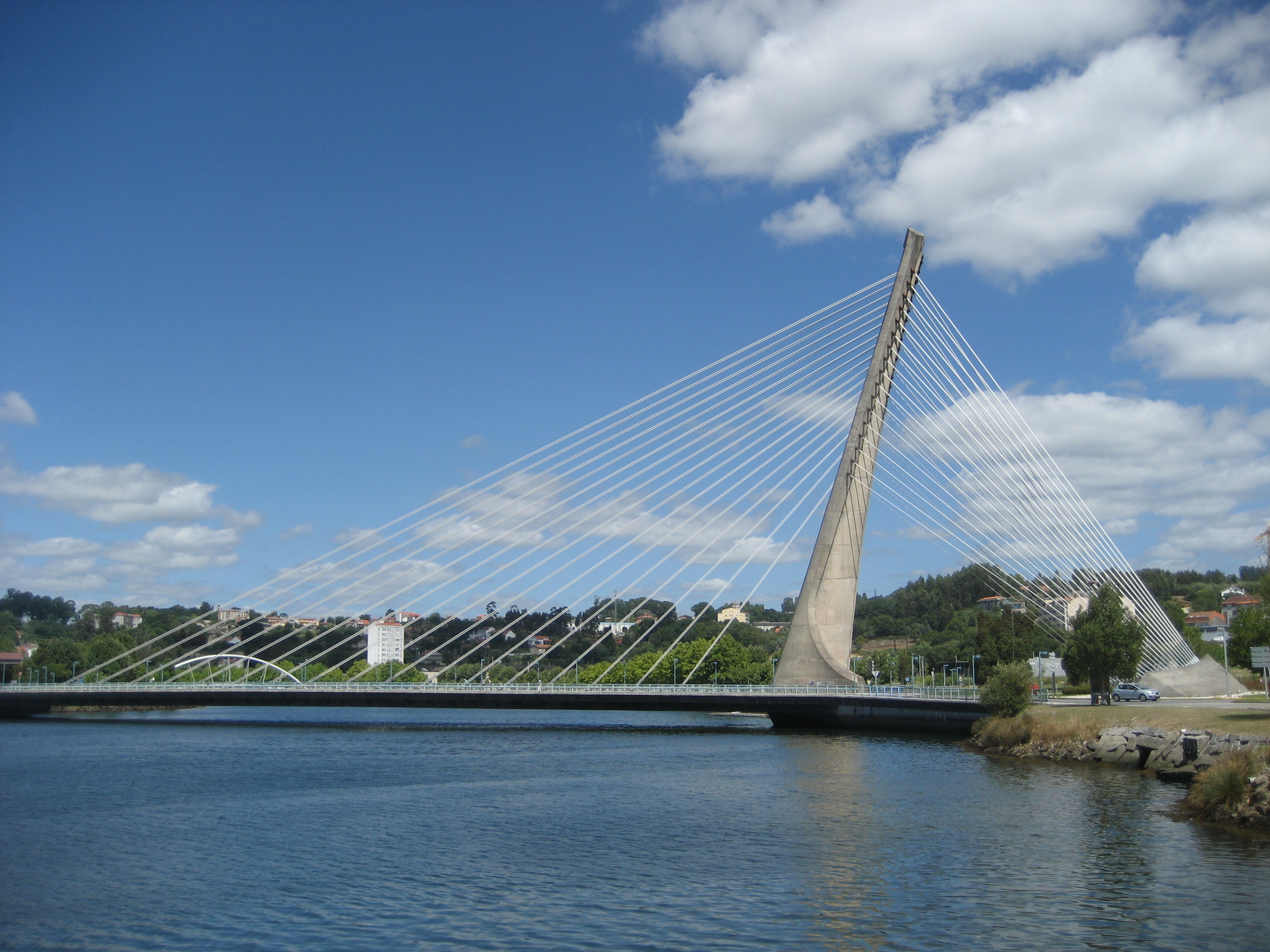
Pont des Tirantes
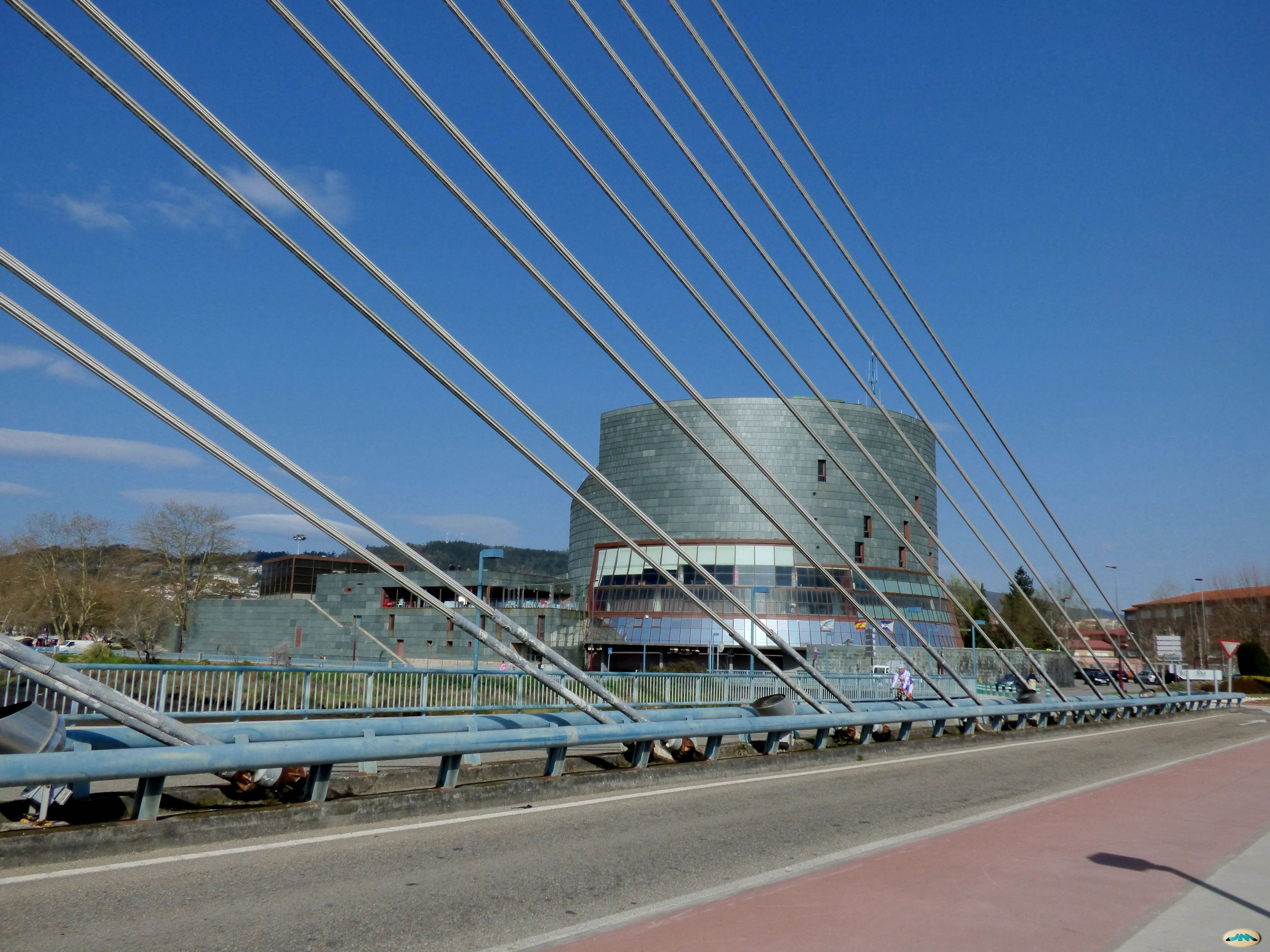
Pont des Tirantes et Palais des Congrès
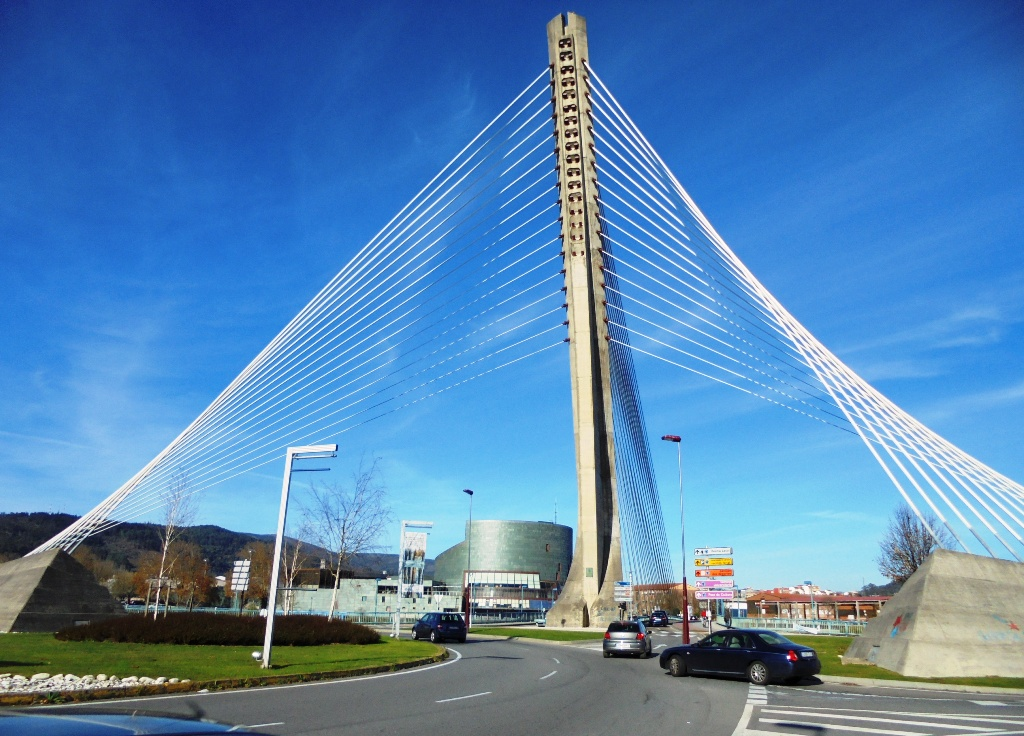
Tour et bases au sol en béton armé
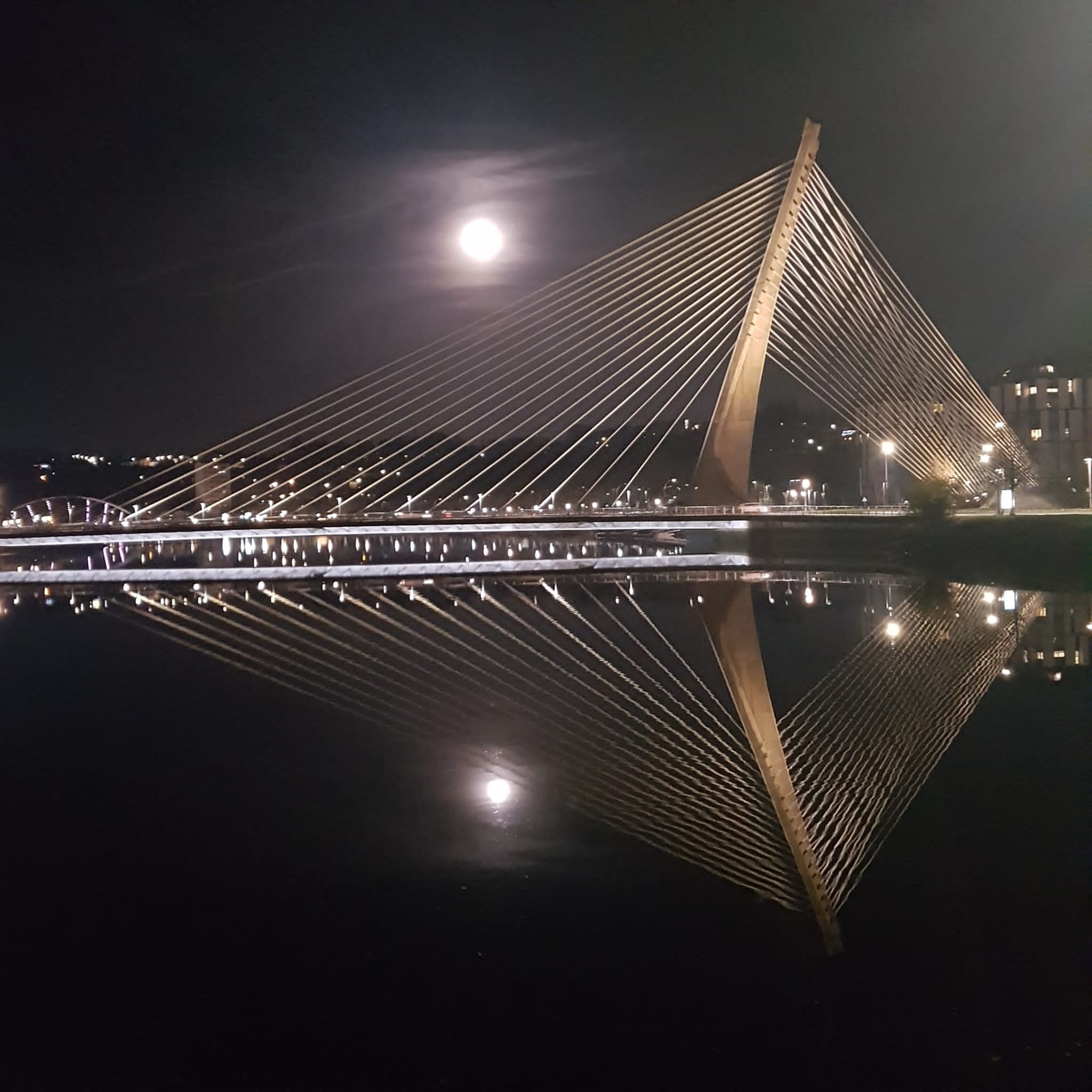
Le pont éclairé la nuit
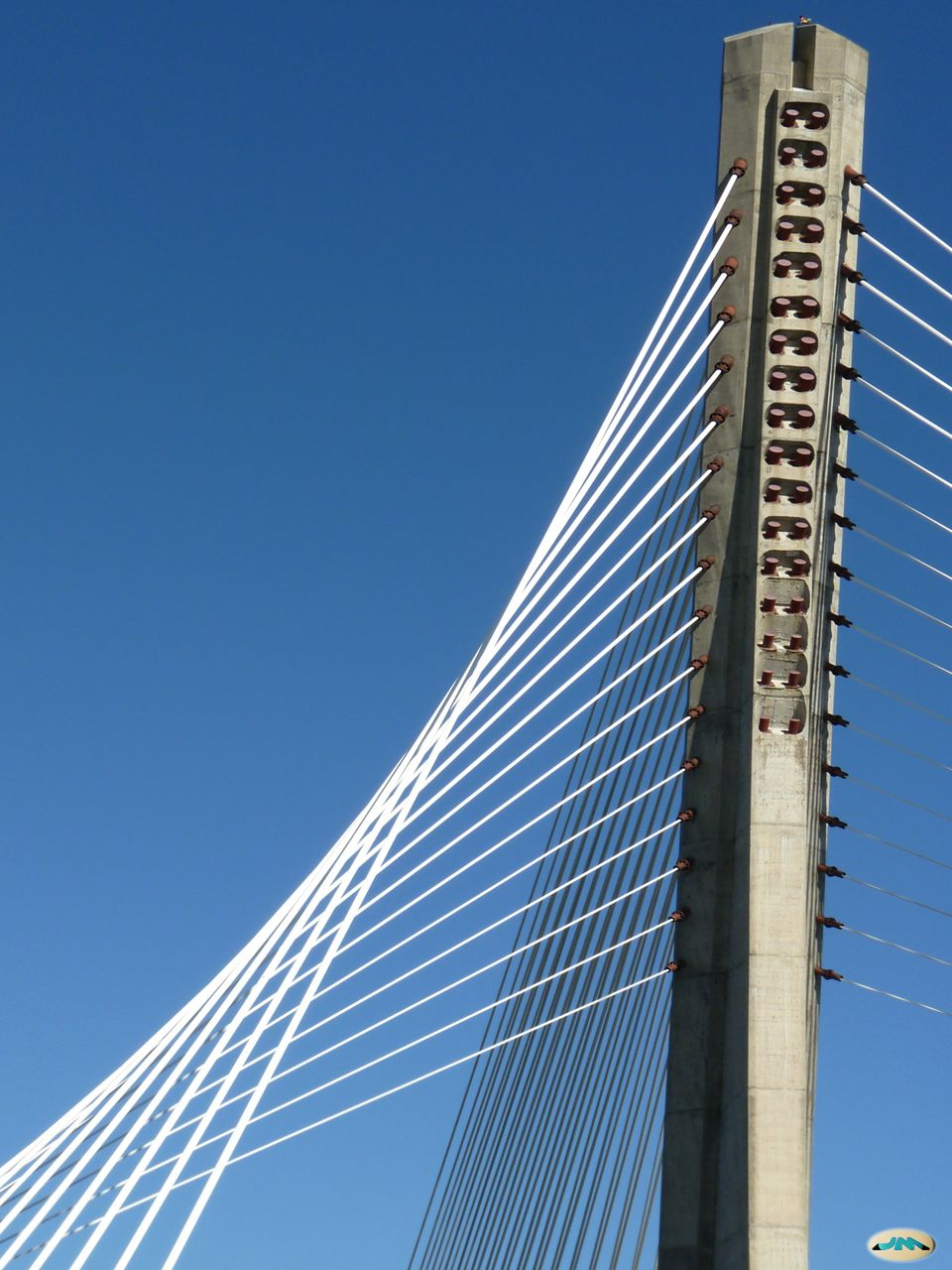
Pylône et haubans
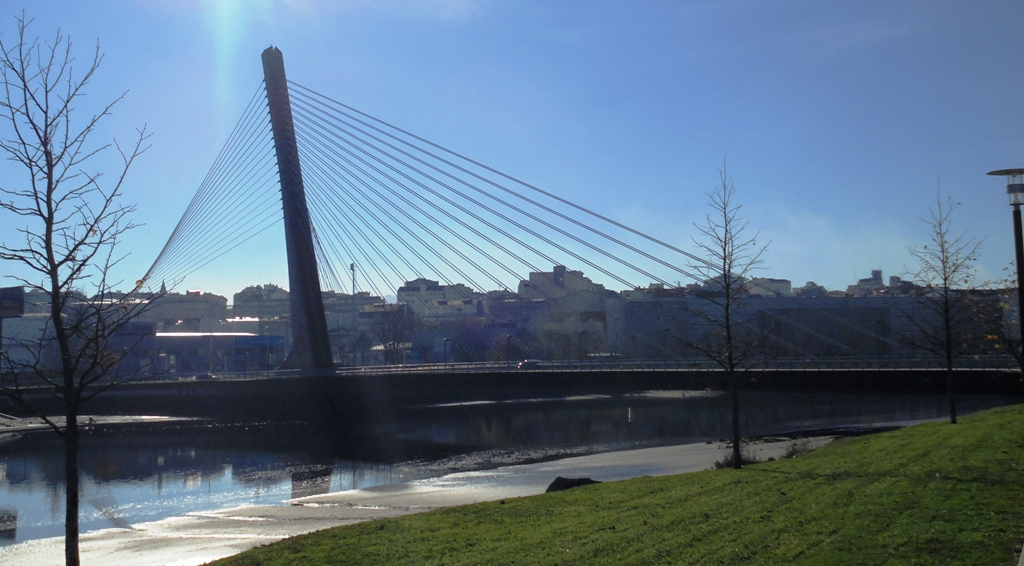
Le pont et la ville
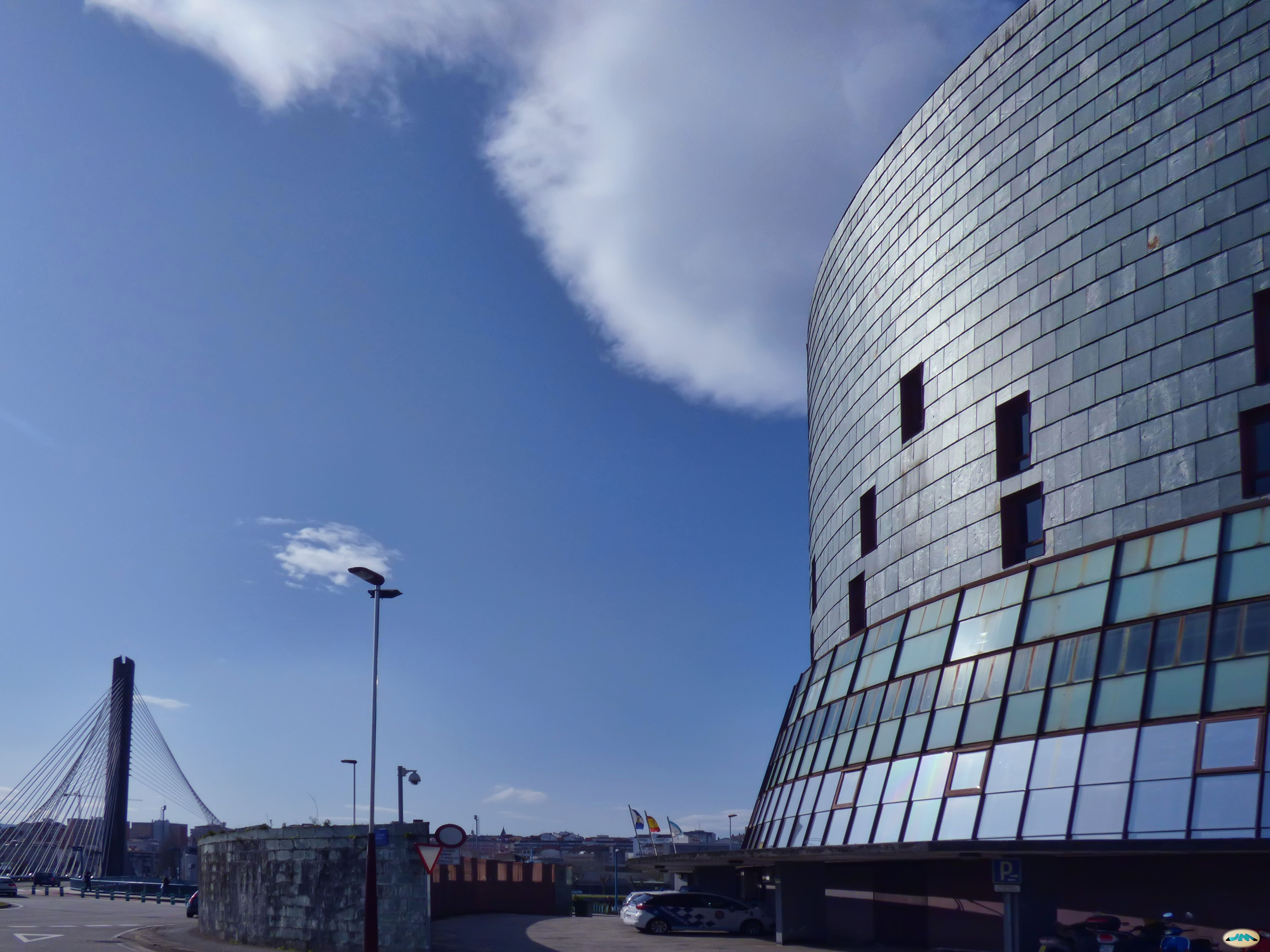
L'auditoire du Palais des Congrès et le pont au fond
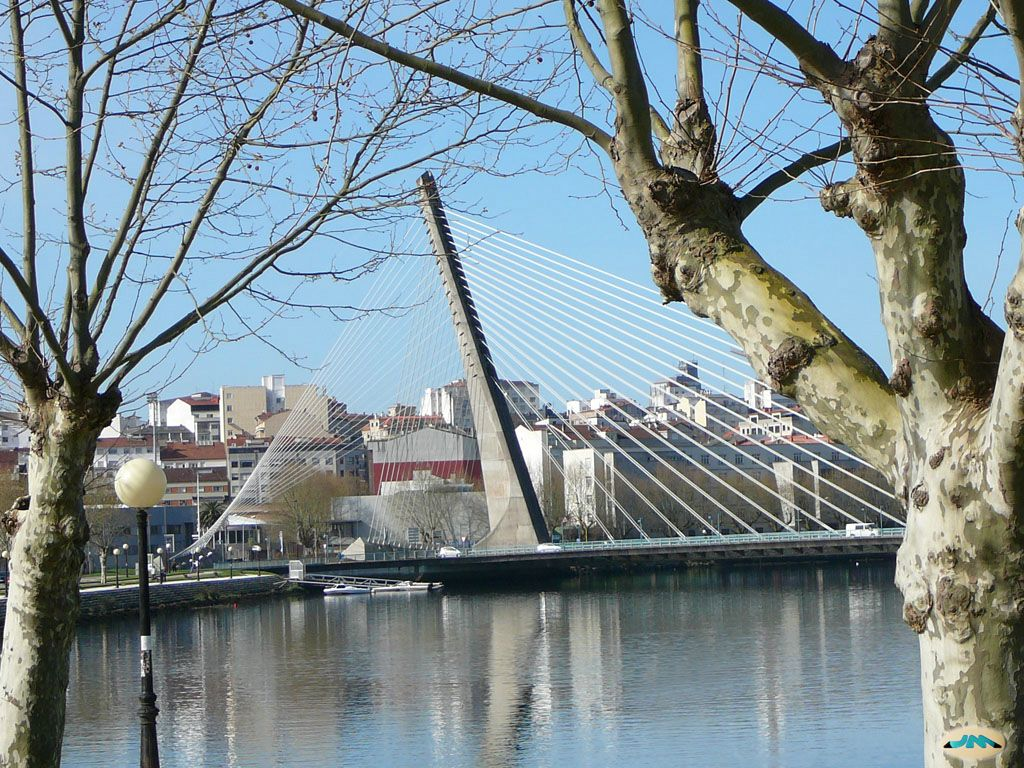
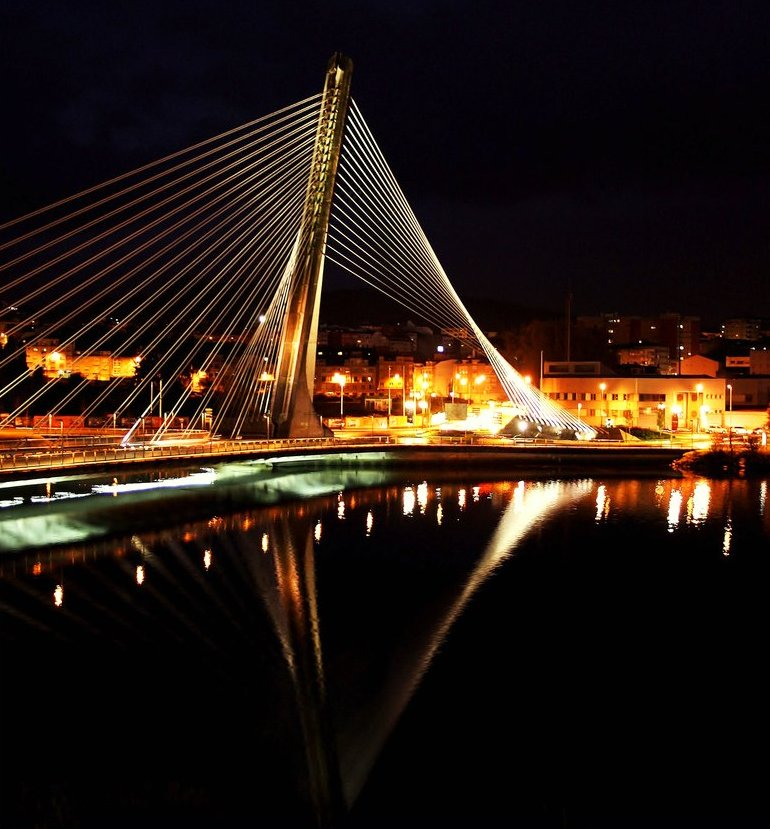